# Ferrari Dino 246 Tasmania
La Dino 246 Tasmania è un'autovettura da competizione prodotta dalla Ferrari dal 1968 al 1969 in tre esemplari. Uno di essi fu preparato nel primo anno di produzione, mentre gli altri due nel secondo.

## Il contesto
Questo modello nasceva dalla modifica di tre esemplari della Dino 166 F2, che fu prodotta in totale in sette vetture.
Nell'anno in cui la Ferrari puntò nuovamente sul motore V12, fu realizzato questo modello, che montava un motore V6. All'epoca la Casa di Maranello era coinvolta in diversi campionati, come la Formula 1, la Formula 2 e le gare per vetture Sport Prototipo, ma costruiva anche dei modelli per competizioni minori, rendendo difficile e oneroso il lavoro dei tecnici e delle maestranze. Nacque quindi la “Dino 246 Tasmania”, concepita per partecipare alla Formula Tasman, che si disputava in Nuova Zelanda e in Australia. La genesi modello era frutto dell'esperienza maturata dalla Ferrari su altre monoposto che possedevano un motore V6 montato posteriormente. Tra le peculiarità di questa vettura ci furono i cerchioni in lega leggera in luogo delle ruote a raggi Borrani, che erano molto comuni all'epoca del lancio del modello.
Il propulsore montato su questa vettura era un cosiddetto “Dino”. L'appellativo di questo tipo di motori Ferrari aveva origine dal nome del figlio di Enzo Ferrari, Dino, a cui è attribuita la progettazione. Questo propulsore aveva una particolarità: era un V6 che possedeva l'angolo tra le due bancate di 65°. Fu progettato e costruito con questa peculiarità per limitare gli ingombri.
La sigla numerica nel nome del modello era collegata alle caratteristiche del motore; più precisamente richiamava la cilindrata totale, che era circa di 2,4 L, e il numero dei cilindri, che erano 6 a V. La dizione “Tasmania” invece era collegata alla tipologia di competizioni per cui fu progettata e a cui prese parte.

## Le competizioni

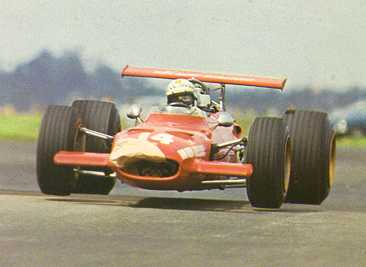
Graeme Lawrence, 1970

Nell'edizione del 1968 della Formula Tasman l'unico esemplare del modello costruito in quell'anno fu affidato a Chris Amon, che vinse le prime due gare. In totale le corse erano otto, e ciò permise ad Amon di classificarsi al secondo posto nella classifica generale dietro a Jim Clark su Lotus 49.
Nella stagione 1969 il modello, di cui furono costruiti altri due esemplari, fu affidato a Chris Amon e Derek Bell. Amon si aggiudicò quattro gare su sette, vincendo il campionato. Bell conquistò invece, tra l'altro, due secondi posti.
Nell'edizione del 1970 l'esemplare che conquistò il campionato nella stagione precedente fu venduta al pilota locale Graeme Lawrence. Questo pilota vinse una sola gara, e si classificò una volta secondo e tre volte terzo. Ciò gli permise comunque di vincere il campionato.

## Caratteristiche tecniche

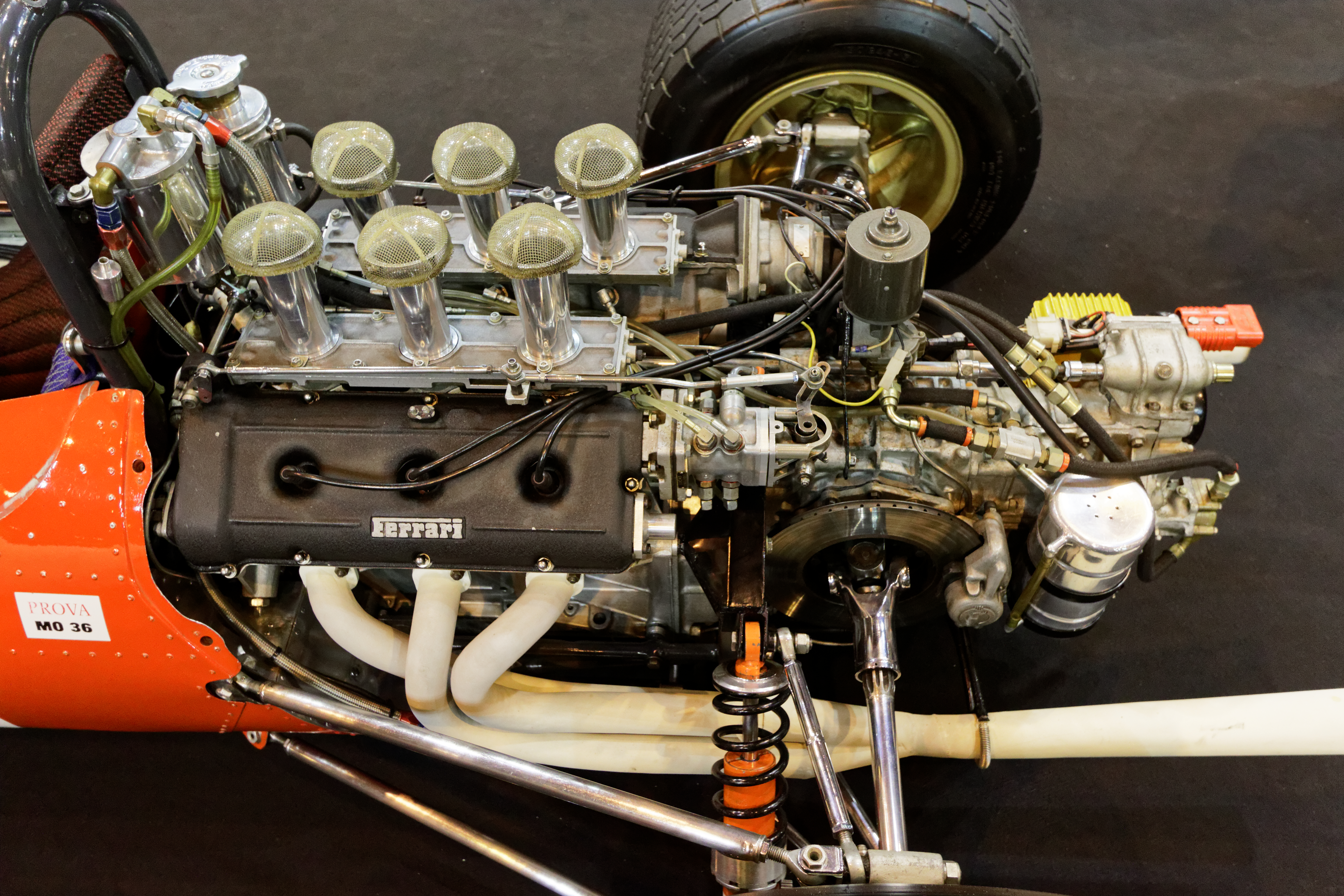
Il motore Dino V6

Il motore era un V6 a 65° non sovralimentato, posteriore e longitudinale. L'alesaggio e la corsa erano rispettivamente di 90 mm e 63 mm, che portavano la cilindrata totale a 2404,74 cm³. Il rapporto di compressione era di 11,5:1. La testata e il monoblocco erano in lega leggera. La potenza massima erogata dal propulsore era di 285 CV a 8.900 giri al minuto.
La distribuzione era formata da un doppio albero a camme in testa che comandava tre valvole per cilindro. Come impianto d'alimentazione montava un sistema di iniezione indiretta Lucas. L'accensione era doppia e il relativo impianto comprendeva uno spinterogeno. La lubrificazione era a carter secco, mentre la frizione era multidisco.
Le sospensioni anteriori erano formate da quadrilateri trasversali e molle elicoidali coassiali con gli ammortizzatori telescopici entrobordo, mentre quelle posteriori erano costituite da un braccio superiore, un triangolo inferiore invertito, doppi puntoni e molle elicoidali coassiali con gli ammortizzatori telescopici. Entrambe erano indipendenti. I freni erano a disco sulle quattro ruote, mentre la trasmissione era formata da un cambio manuale a cinque rapporti più la retromarcia. Lo sterzo era a pignone e cremagliera. La trazione era posteriore.
Il telaio era a semimonoscocca, con tubi di acciaio e pannelli di alluminio, mentre la carrozzeria era monoposto.
La velocità massima raggiunta dalla vettura era di 300 km/h.